# Panna Tutli Putli
Panna Tutli Putli – musical komediowy wystawiany na deskach teatru Studio Buffo w reżyserii Janusza Józefowicza z libretto złożonym z tekstów Witkacego. Muzykę do musicalu napisał Janusz Stokłosa. Premiera spektaklu odbyła się 17 maja 2004.

## Twórcy
- Libretto – Stanisław Ignacy Witkiewicz
- Muzyka – Janusz Stokłosa
- Scenografia i kostiumy – Magdalena Maciejewska
- Inscenizacja, reżyseria i choreografia – Janusz Józefowicz

## Fabuła
Spektakl opowiada o miłosnej przygodzie pięknej, poszukującej romantycznej miłości kobiety, na którą nie działają odwieczne afrodyzjaki, takie jak władza czy bogactwo. Kawaler D'Ésparges (Janusz Józefowicz), aby zdobyć uczucie panny Tutli Putli (Joanna Liszowska / Anna Dereszowska), podbija dla niej wyspę Tua-Tua, gdzie władze sprawuje piękna i młoda królowa (Natasza Urbańska).

## Obsada
- Panna Tutli Putli – Anna Dereszowska / Joanna Liszowska
- Kawaler d'Ésparges – Janusz Józefowicz
- Królowa – Natasza Urbańska
- Działacz – Sławomir Orzechowski / Wojciech Paszkowski
- Król – Michał Bogdanowicz
- Duenia – Ryszard Czubak
- Dziki – Nam Bui Ngoc
- Milionerzy:  Jan Bzdawka, Wojciech Paszkowski, Tomasz Steciuk, Wojciech Dmochowski, Krzysztof Cybiński, Rafał Drozd, Krystian Sacharczuk, Krzysztof Rymszewicz
- Milionerki i dziczki:  Elżbieta Portka, Joanna Chmielewska-Chłopicka, Joanna Teśla, Joanna Wiśniewska, Karolina Mysińska, Monika Kaszewska

Orkiestra: Z. Krebs (W. Orłowski), M. Trojanowicz (J. Zejland), W. Ruciński (J. Szafraniec), R. Maciński (P. Twardoch / W. Tafel), J. Stokłosa.